# Вилянув
Виля́нув (пол. Wilanów) — дзельница (район) Варшавы, ранее деревня и гмина Вилянов (от Villa Nuova), на левом берегу реки Висла на юге города. 
Вилянув граничит с дзельницами Вавер, Урсынув и Мокотув, а также с городом Констанцин-Езёрна в Пясечинском повяте. Территория — 36,73 км². Население — 14 032 человек. До 1951 года и включения в состав в Варшавы, а также с 1994 года по 2002 год, дзельница была гминой Вилянув и гминой Варшава-Вилянув. Здесь находится знаменитый Вилянувский дворец, построенный для короля Яна III Собеского. Дзельница Вилянув является районом Варшавы с наименьшей численностью и плотностью населения.

## История
Впервые населённый пункт под названием Милянов упоминается в XIII веке. Он был основан монахами-бенедиктинцами из монастыря в Плоцке. В 1338 году Миланув был приобретён герцогами Мазовии. В 1378 году герцог Януш I Варшавский подарил его одному из своих вассалов, который построил здесь особняк и часовню. Его потомки приняли фамилию Миляновские (Milanoski, Milanowski), по названию деревни.
В XVII веке деревня была куплена родом Лещинских. Станислав Лещинский начал строительство здесь нового дворца, однако работы были остановлены из-за вторжения протестантов-шведов в Речь Посполитую, которые захватили и разграбили Миланув. В 1676 году пустошь была приобретена королём Яном III Собеским, по заказу которого архитекторы Тильман ван Гамерен и Августин Викентий Лоцци возвели на месте уничтоженной деревни новый дворец в стиле барокко и церковь Святой Анны. Дворец был назван Villa Nuova (Вилла Нова), но со временем (переделанным поляками) приобрел форму названия Вилянов.
Благодаря близости к летней резиденции королей Польши и к городу Варшава, вскоре Вилянув стал популярным пригородом Варшавы и местом отдыха для польских магнатов. Он был последним пунктом на исторической Королевской дороге. В XVIII веке дворец стал собственностью гетмана Адама Николая Сенявского. Его вдова, Эльжбета Хелена Сенявская объединила с Вилянувом близлежащие сёла. После поместье и дворец несколько раз меняли хозяев — Чарторыйских, Любомирских, Потоцких, при этом каждый новый владелец вносил изменения в облик дворца.
В 1863 году, после подавления Январского восстания (бунта), российское правительство ввело новое административное деление, по которому Вилянув стал центром гмины Вилянов, для всех населённых пунктов, расположенных к югу от него в Варшавском уезде Привислинского края России. Гмина стала одним из главных поставщиков продуктов для постоянно растущей Варшавы. В 1890 году была открыта конная железная дорога, перевозившая как зерно, так и пассажиров. Через два года линия была продлена и преобразована в железную дорогу для поездов. В 1892 году Вилянувский дворец стал собственностью графов Браницких.
После Второй мировой войны дворцы в Вилянуве, Натолине и Морысине были национализированы правительством Польской Народной Республики. Вилянувский дворец был превращен в музей, став филиалом Варшавского национального музея. В одном из его павильонов 4 июня 1968 года открылся Музей плаката, единственный музей такого рода в Европе. В 1951 году Вилянув был включён в состав Варшавы. В 1976 году он был объединен с Мокотувом. С 1994 по 2002 год был гминой Варшава-Вилянув.

## Административное деление
Согласно системе местных обозначений (MSI), дзельница Вилянув разделена на микрорайоны Вилянув Верхний, Вилянув Нижний, Королевский Вилянув, Вилянувская Блоня, Повсинек, Завады, Кемпа Завадовская и Повсин. В разговорной речи сохранилось следующее историческое разделение: Завады — Надвиланувка, Надвисланка, Завады, Бартыки; Кемпа Завадовская; Повсин — Замосц, Латошки, Лисы, Кемпа Латошковая; Вилянувская Блоня — Волица, Натолинский парк; Королевский Вилянув — Морысин; Вилянув Верхний и Вилянув Нижний.

## Достопримечательности
- Вилянувский дворец.
- Дворец и парк в Натолине.
- Музей плаката.
- Мавзолей Станислав Костки и Александра Потоцкого.
- Вилянувское кладбище.
- Церковь Божественного Провидения.
- Церковь Святой Анны в Вилянуве.
- Церковь Святой Елизаветы.
- Варшавская мечеть.

## Заповедники
- Природный заповедник Морысин.
- Природный заповедник Скарпа Урсыновская.
- Природный заповедник Лаз Натолинский.
- Природный заповедник Выспы Завадовские.